# 糖衣錠
糖衣錠（とういじょう）は、白糖や糖アルコールの緻密な結晶の層で被覆した錠剤である。砂糖でコーティングした菓子をフランス語でドラジェ（仏: dragée）と呼ぶが、薬学の世界では糖衣錠をドラジェと呼ぶこともある。

## 糖衣加工の目的と課題
外観を良くし、有効成分の持つ不快な匂いや苦味をマスキングして服用しやすくするだけではなく、湿気や光から保護したり、識別性を高めるために行われることもある。新規の医薬品に採用されるケースは多くなく、既存の総合ビタミン剤や、不快臭を持つL-システイン製剤などに適用される。
被覆の重量は総重量の10%に上ることもあり、錠剤が大型化する欠点がある。美麗に仕上がる反面、コーティング工程に短くて1日、長い場合には5日間の時間を要する。工程は複雑で、医薬品製造のアウトソーシングを行う際には糖衣錠の移管は難しい部類に入る。1990年頃までは糖衣錠の技術研究が盛んにおこなわれたが、その後はヒドロキシプロピルセルロースやヒプロメロース、さらに腸溶性コーティングを行うことのできるセラセフェートやヒプロメロースフタル酸エステルなどによるフィルムコーティング錠の研究へと移っていった。しかし、美しい外観や不快臭のマスキング能の高さから、糖衣錠が完全にフィルムコーティング錠に取って代わられることはなかった。
1995年頃から、口腔内崩壊錠 (en) が実用化され、医薬品添加物として糖アルコールが盛んに利用されるようになった。従来の糖衣錠の持つカロリーの高さや、水分量の多さにより成分が不安定になる課題を解決すべく武田薬品工業により「シュガーレス糖衣錠」が研究され、エリトリトールのミストをスプレーすることにより、従来の糖衣錠の特長であるマスキング能や防湿性に加え、シュガーレスにすることによる低カロリー化や錠剤の小型化による服用しやすさ、低水分化による安定性の向上の利点を持つシュガーレス薄層糖衣技術が開発された。

## 製造方法
糖衣液をスプレー状に噴霧するコーティングパンと呼ばれる装置を使い、素錠（加工前の錠剤）に対しサブコーティング、スムージング、カラーリング、ポリッシングの順に層を形成する。製造時に錠剤内部に水分が蓄積するのを防ぐためサブコーティングの前にシェラックなどを使用して防水コーティングを施すことがある。サブコーティング工程では、溶解した精製白糖・アラビアガム末と、タルク・沈降炭酸カルシウム・酸化チタンなどを懸濁させた糖衣液を、予熱した素錠（コーティング前の錠剤）に展延させる。その後タルクとアラビアガム末の混合粉末を散布し、乾燥させる。糖衣液注液→展延→散布剤散布→展延→乾燥の工程を繰り返すことで、糖衣層を形成する。次のスムージング工程では糖衣液のみを用いて、糖衣液注液→展延→乾燥を繰り返し錠剤表面を平滑にする。続いて精製白糖を溶解したシロップ液を注液し、展延・乾燥を繰り返して表面に緻密なシロップ層を形成する。この時に、必要に応じて着色剤を配合する。最後のポリッシング工程ではワックスなどのつや出し剤を注液、展延・乾燥を行って完成する。